# NGC 5012A
NGC 5012A је галаксија у сазвежђу Береникина коса која се налази на NGC листи објеката дубоког неба.
Деклинација објекта је + 22° 49' 48" а ректасцензија 13h 12m 41,8s. Привидна величина (магнитуда) објекта NGC 5012 износи 13,8 а фотографска магнитуда 14,6. NGC 5012A је још познат и под ознакама UGC 8290, MCG 4-31-14, CGCG 130-20, KUG 1310+230, VV 559, 8ZW 262, IRAS 13103+2305, PGC 45884.